# Lago Poopó

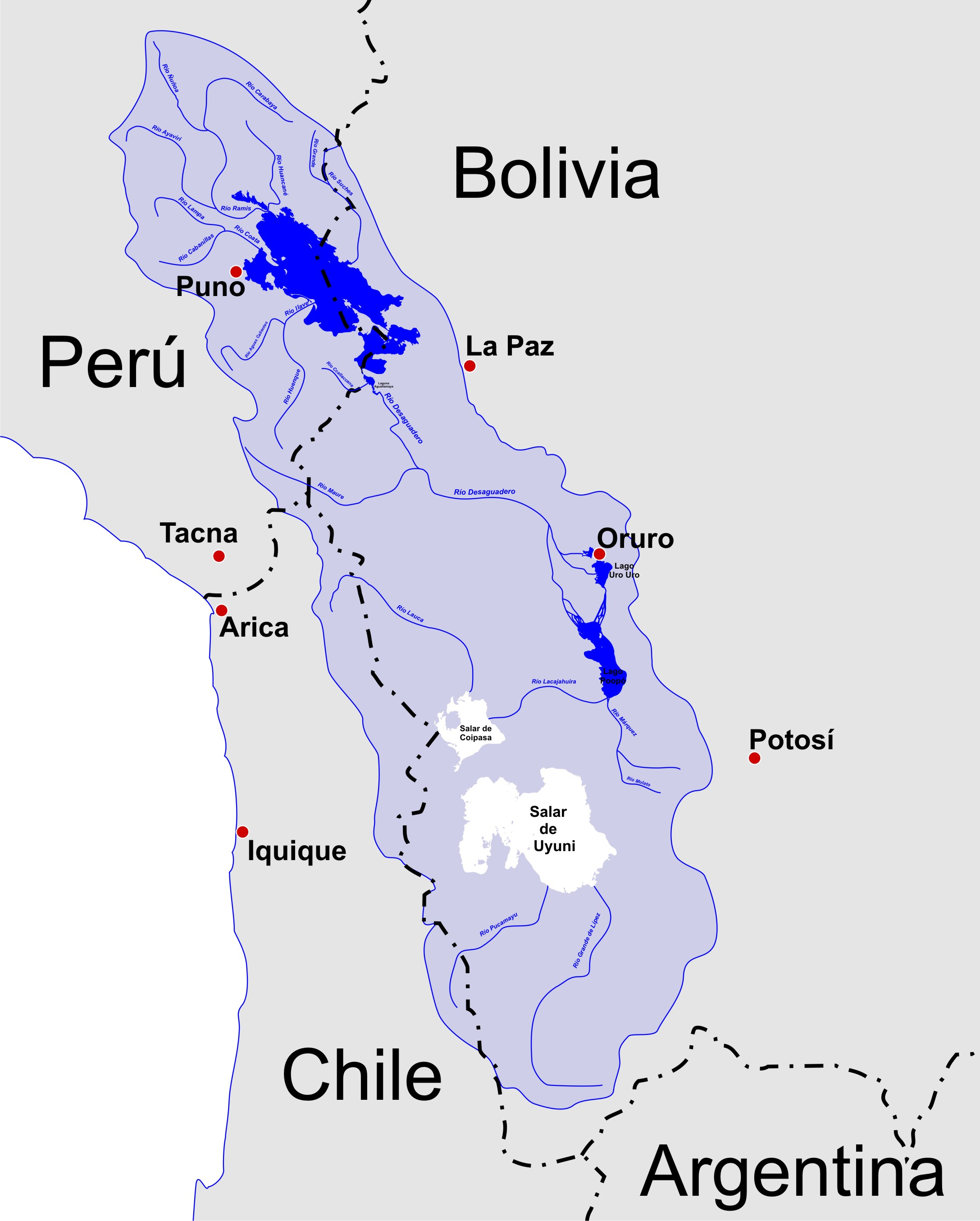
Mapa das bacias endorreicas da Bolívia e do Peru.

O lago Poopó foi um lago salgado no departamento de Oruro, na Bolívia, e tinha uma área de 1 340 km², que poderia chegar a cerca de 2 500 km² quando completamente cheio. Situava-se a 3 686 m acima do nível do mar e era alimentado pelo rio Desaguadero, único fluxo de escoamento do lago Titicaca. As águas eram turvas, com uma profundidade média de 3 m, havendo extensas áreas de lama exposta.
Em dezembro de 2015 noticiou-se que o lago estava reduzido a três áreas úmidas, de menos de um quilômetro quadrado e com apenas 30 centímetros de profundidade.
Em janeiro de 2016 foi noticiado que o lago evaporou totalmente, desbaratando por completo o ecossistema ali existente.